# Ptychadena stenocephala
Ptychadena stenocephala là một loài ếch trong họ Ptychadenidae.
Nó được tìm thấy ở Cameroon, Bờ Biển Ngà, Guinée và Uganda, có thể có ở Cộng hòa Trung Phi, Liberia và Nigeria.
Các môi trường sống tự nhiên của chúng là các khu rừng ẩm ướt đất thấp nhiệt đới hoặc cận nhiệt đới, xavan ẩm, đồng cỏ nhiệt đới hoặc cận nhiệt đới vùng ngập nước hoặc lụt theo mùa, đồng cỏ nhiệt đới hoặc cận nhiệt đới vùng đất cao, đầm nước, và đầm nước ngọt có nước theo mùa.